# Zanclea timida
Zanclea timida is een hydroïdpoliep uit de familie Zancleidae. De wetenschappelijke naam van de soort werd in 2008 gepubliceerd door Puce, Di Camillo & Bavestrello.